# Hoshina Masasada
Hoshina Masasada est un nom japonais traditionnel ; le nom de famille (ou le nom d'école), Hoshina, précède donc le prénom (ou le nom d'artiste).
Hoshina Masasada (保科 正貞, 14 juin 1588-22 décembre 1661) est un daimyo de l'époque d'Edo à la tête du domaine d'Iino.
Il est d'abord un hatamoto de haut rang, avec un revenu de 3 000 koku, avant d'être fait seigneur d'Iino.

## Source de la traduction
- (en) Cet article est partiellement ou en totalité issu de l’article de Wikipédia en anglais intitulé « Hoshina Masasada » (voir la liste des auteurs).